# Culasse de haut-parleur
Pour les articles homonymes, voir Culasse.
La culasse d'un haut-parleur à aimant permanent fixe et à bobine mobile est la pièce en matériau ferromagnétique doux relié à l'arrière de l'aimant permanent d'une part et au saladier d'autre part, permettant de concentrer le flux magnétique de l'aimant permanent autour de la bobine mobile; bobine mobile entraînant, sous l'effet du signal électrique qui la traverse, la membrane, généralement de forme conique, qui produit le signal sonore proprement dit.